# Picea brachytyla
Picea brachytyla (ялина Сарджента, кит.: 麦吊云杉, mai diao yunshan) — вид роду ялина родини соснових.

## Підвиди
- Picea brachytyla var. brachytyla
- Picea brachytyla var. complanata

## Поширення, екологія
Країни проживання: Китай (Чунцин, Ганьсу, Хубей, Шеньсі, Сичуань, Тибет, Юньнань); Індія (Аруначал-Прадеш); М'янма. Це високогірський вид, що зростає між 1300 і 3800 м над рівнем моря. Ґрунти сіро-коричневі, гірські, підзолисті. Клімат холодний і вологий, з річною кількістю опадів від 1000 мм (пн.) до більш ніж 2500 мм (пд.), де мусонний вплив сильніший. Є складовою частиною гірських хвойних лісів разом з Abies densa, Abies forrestii, Picea likiangensis, Pinus wallichiana, Tsuga dumosa, Larix potaninii як основними видами. Taxus wallichiana зазвичай знаходиться як підлісок.

## Опис
Дерево до 30(50) м заввишки і 100(200) см діаметром з пірамідальною кроною, яка стає циліндричною і дещо нерівною з віком. Кора сіра або сіро-коричнева. Листки лінійні, злегка зігнуті або прямі, плоскі, розміром 10–25 × 1–1,5 мм, вершина гостра або загострена. Насіннєві шишки зелені, червоні або фіолетово-коричневі, після дозрівання тьмяно-коричневі або коричневі з пурпуровим відтінком, яйцювато-довгасті, розміром 6–10(12) × 3–4 см. Насіння ≈ 12 мм, включаючи крило. Запилення відбувається в квітні-травні, насіння дозріває у вересні-жовтні.

## Використання
Деревина використовується для будівництва, у виготовленні підлоги, знарядь, меблів, а деревна маса для паперової промисловості. У Китаї цей вид інтенсивно експлуатувався й виснажився і тепер вирощується для залісення. У Європі та Північній Америці він часто присутній у великих дендраріях. Вид надзвичайно витривалий і терпимий до бідних ґрунтів.

## Загрози та охорона
Інтенсивна вирубка в більшій частині ареалу скоротила площу зростання цього виду істотно, особливо в Китаї. Ситуація в інших частинах ареалу є невизначеною. Уряд Китаю недавно ввів заборону на вирубку в західному Китаї.